# ارتفاع مستوى صفر
ارتفاع مستوى الصفر هو مسند عمودي يستخدم لوصف سطح، مثل سطح كوكب. وعادة ما تعتمد قيمة هذا المسند بموجب القانون. ويستخدم هذا الارتفاع، على سبيل المثال، لبناء خريطة نسيج من سطح متفق عليه، مثل الزفير ذو الأبعاد المعرفة بجاذبية سطحية متوسطة. في حالة الأرض، يُؤخذ سطح الارتفاع الصفري عادةً على أنه مستوى سطح البحر.